# Instytut Automatyki Politechniki Łódzkiej
Instytut Automatyki Politechniki Łódzkiej – jeden z instytutów Wydziału Elektrotechniki, Elektroniki, Informatyki i Automatyki Politechniki Łódzkiej.

## Historia Instytutu
Instytut w obecnej formie istnieje od roku 1973. Jego poprzednikami były: Katedra Automatyki (1961–1970) i Instytut Automatyki i Elektroniki (1970–1973). Twórcą i pierwszym dyrektorem Instytutu był prof. dr inż. Władysław Pełczewski. Po formalnym przejściu prof. Władysława Pełczewskiego w roku 1988 na emeryturę (w dalszym ciągu uczestniczył w życiu akademickim), dyrekcję Instytutu przejął prof. dr inż. Mirosław Krynke.
Wkrótce potem zostały w Instytucie powołane:
- Zakład Teorii Sterowania – twórca i kierownik w latach 1989–1995 prof. dr hab. Krzysztof Kuźmiński, od 1995 dr hab. Jacek Kabziński, prof. PŁ[1],

- Zakład Napędu Elektrycznego i Automatyki Przemysłowej, twórca i kierownik w latach 1989–2007 prof. dr hab. Zbigniew Nowacki, od 2007 roku prof. dr hab. Andrzej Bartoszewicz[2],

- Zakład Sterowania Robotów – twórca i kierownik od roku 1989 prof. dr hab. Edward Jezierski[3],

- Zakład Techniki Sterowania – twórca i kierownik w latach 1989–1998 dr inż. Hubert Górski, od 1998 roku kierownikiem był dr hab. Andrzej Dębowski, prof. PŁ, zaś od roku 2014 funkcję kierownika pełni dr inż. Piotr Chudzik[4].

W roku 1995 na dyrektora Instytutu Automatyki został powołany prof. dr hab. Krzysztof Kuźmiński, który kierował nim do roku 2008. W latach 2008–2015 funkcję dyrektora Instytutu pełnił dr hab. Jacek Kabziński, prof. PŁ. W 2015 roku kolejnym dyrektorem Instytutu został prof. dr hab. Andrzej Bartoszewicz.

## Działalność dydaktyczna i naukowa

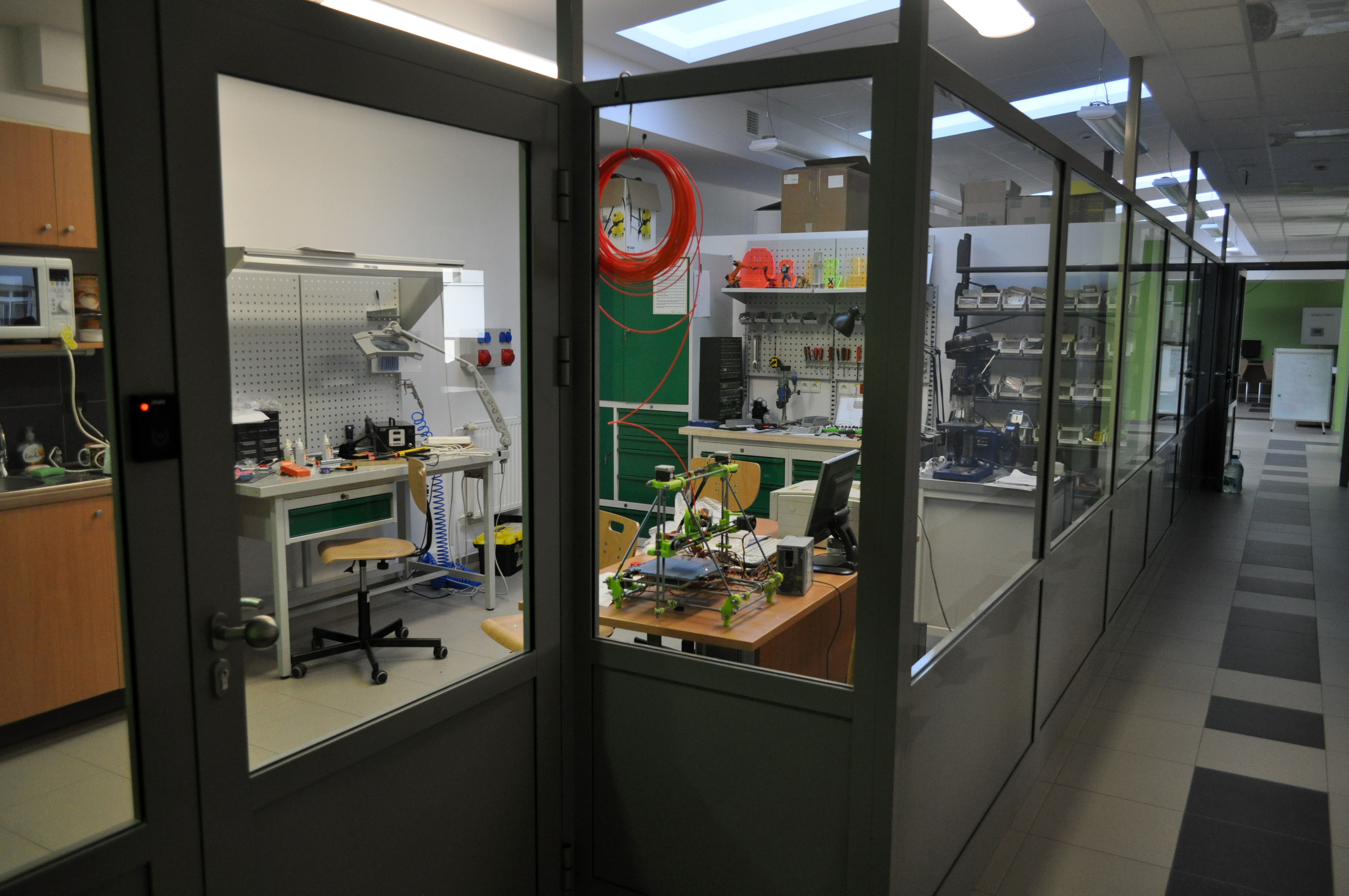
Instytut Automatyki Politechniki Łódzkiej – pracownia Studenckiego Koła Naukowego Robotyki SKaNeR

Przy Instytucie Automatyki od wielu lat funkcjonuje Autoryzowane Centrum Szkoleniowe firmy Autodesk, w którym prowadzone są kursy obsługi programu AutoCAD. Instytut prowadzi studia podyplomowe z przemysłowych systemów mikroprocesorowych i programowalnych oraz szkolenia w zakresie programowanie i stosowania sterowników PLC oraz projektowania w środowisku Altium Designer. Instytut dwukrotnie prowadził studia zamawiane na kierunku Automatyka i Robotyka: w latach 2009–2012 w ramach projektu „Zamawianie kształcenia na kierunkach technicznych, matematycznych i przyrodniczych – pilotaż” oraz od roku 2012 realizując projekt „Automatyk – robotyk – kluczowy zawód XXI”.
W Instytucie szczególną uwagę poświęca się wsparciu dla kół naukowych działających przy Instytucie. Koło SKaNeR, skupiające miłośników robotyki, pracujące od 2001 roku pod opieką dra hab. Grzegorza Granosika, wielokrotnie uzyskiwało tytuł najlepszego studenckiego koła naukowego na Politechnice Łódzkiej, bywało laureatem ogólnopolskich konkursów (np. w drugim ogólnopolskim konkursie dla najlepszych kół naukowych w Polsce pt. „StRuNa 2012” w kategorii Projekt Roku 2012 uzyskało jedno z dwóch wyróżnień za projekt „Budowa robota społecznego OmnIVOice”). Studenci Koła SKaNeR w 2016 roku realizowali projekt pt. Roboty lądowe i latające Koła SKaNeR najlepsze w konkursach indywidualnych i we wspólnym działaniu, finansowanego przez MNiSW w ramach programu Najlepsi z najlepszych. Dzięki wsparciu Ministerstwa grupy projektowe Raptors, Pestek i Quadrons uczestniczyły w kilku międzynarodowych konkursach robotów. Grupa Raptors wygrała zawody European Rover Challenge 2016 oraz zajęła 5 miejsce w zawodach University Rover Challenge 2016. Zespół projektujący i budujący drony uczestniczył w konkursach Droniada zajmując w kolejnych latach 2015 i 2016 czwarte miejsce. Studenckie Koło Naukowe Inżynieria DSP, którego opiekunami są dr inż. Andrzej Radecki oraz dr inż. Tomasz Rybicki, realizuje kolejne interesujące projekty, np. budowa robota balansującego, budowa egzoszkieletu (sztuczne ramię). Studenckie koła naukowe czynnie wspomagają Instytut w działaniach popularyzujących automatykę i robotykę. Od 2008 roku koło organizuje w Łodzi zawody robotów Sumo Challenge, które są okazją do zainteresowania robotyką szerokiej publiczności.

## Struktura i zadania zakładów w Instytucie Automatyki

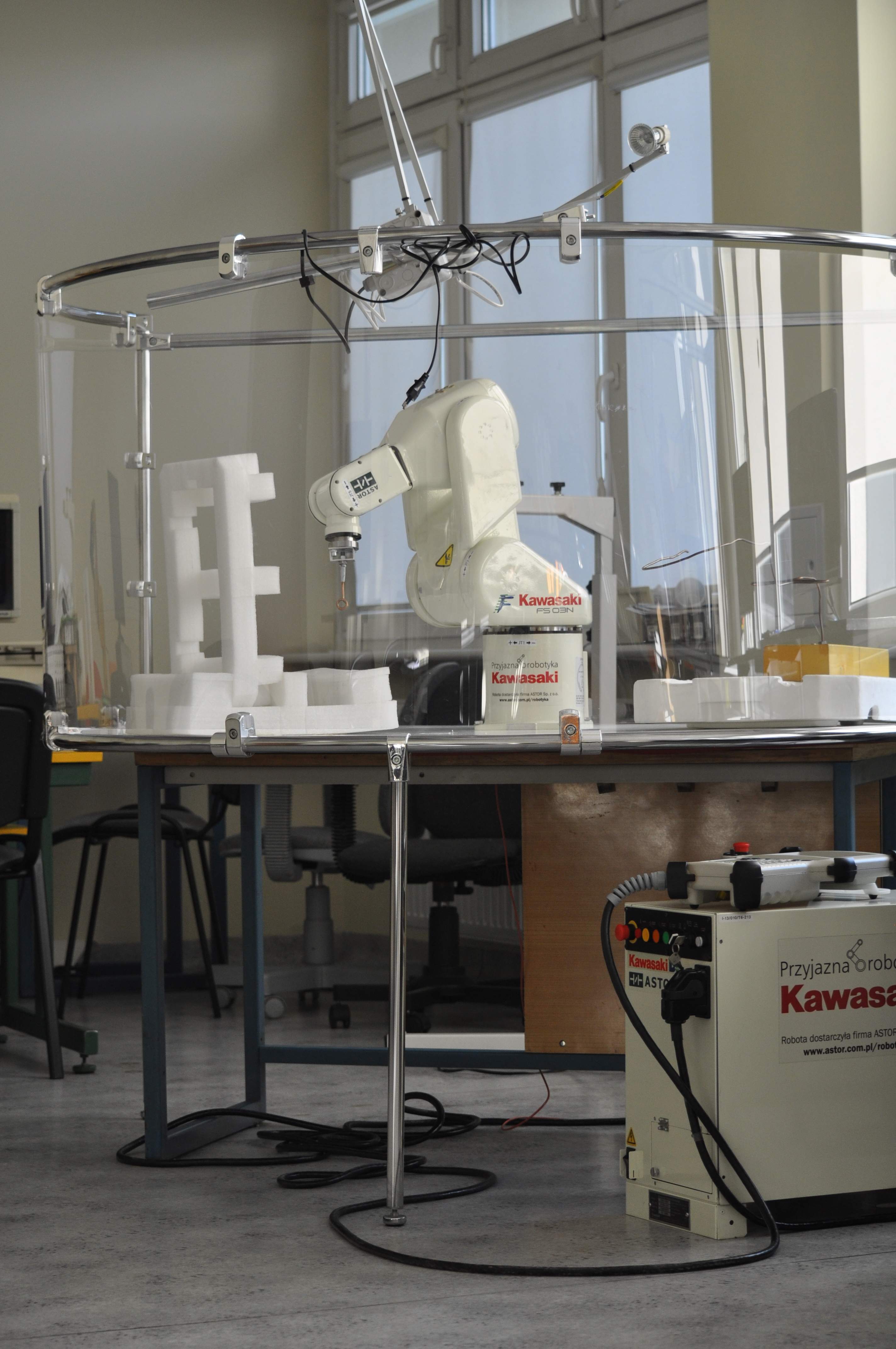
Robot Kawasaki FS03N w laboratorium Zakładu Sterowania Robotów Instytutu Automatyki PŁ

Zakład Napędu Elektrycznego i Automatyki Przemysłowej realizuje zadania w obszarze dydaktyki i nauki związane z:
- problemami sterowania o zmiennej strukturze z ruchem ślizgowym,
- wykorzystaniem aparatu logiki rozmytej i sieci neuronowych w sterowaniu układami napędowymi,
- zastosowaniem napędów wielosilnikowych prądu przemiennego,
- problemami sterowania ruchem w sieciach teleinformatycznych,
- problemami sterowania falowników z wykorzystaniem sieci komputerowych,
- wykorzystaniem sterowników PLC do sterowania różnorodnymi procesami przemysłowymi i napędami.

Zakład Teorii Sterowania realizuje zadania w obszarze dydaktyki i nauki związane z:
- badaniami podstawowymi w dziedzinie nowoczesnych metod sterowania,
- problemami projektowania odpornych układów liniowych z zastosowaniem metod syntezy modalnej,
- problemami syntezy odpornych układów nieliniowych z wykorzystaniem metod sterowania optymalnego lub metod sterowania adaptacyjnego,
- problemami zastosowania metod sztucznej inteligencji w procesie sterowania,
- problemami tworzenia układów hybrydowych sztucznej inteligencji, stosujących sterowanie neuro-rozmyte i neuro-adaptacyjne,
- problemami wykorzystania ewolucyjnych metod optymalizacji w szeroko rozumianej automatyce i sterowaniu,
- problemami nieliniowych, adaptacyjnych układów napędowych wykorzystujących bezszczotkowe silniki z magnesami trwałymi.

Zakład Sterowania Robotów realizuje zadania w obszarze dydaktyki i nauki związane z:
- problemami związanymi ze sterowaniem elektrycznych i pneumatycznych napędów robotów,
- zastosowaniem szerokiego spektrum informacji wizyjnej w procesie sterowania robotów,
- zastosowaniami sterowania impedancyjnego robotów,
- problemami występującymi podczas konstruowania i sterowania robotów mobilnych oraz innych np. robotów do zastosowań specjalnych,
- obszarem wykorzystania robotyki rehabilitacyjnej,
- tworzeniem systemów teleoperacyjnych i sterowaniem z wykorzystaniem sieć teleinformatycznej.

Zakład Techniki Sterowania realizuje zadania w obszarze dydaktyki i nauki związane z:
- zastosowaniem teorii sterowania w napędach elektrycznych ze sterowaniem mikroprocesorowym,
- zagadnieniami projektowania systemów mikroprocesorowych i układów elektronicznych, zw szczególnym uwzględnieniem zastosowań przemysłowych,
- systemami wspomagającymi komputerowe modelowanie procesów przemysłowych,
- problematyką rozbudowy i tworzenia nowych algorytmów sterowania, ze szczególnym uwzględnieniem układów automatyki wykorzystujących sterowniki programowalne PLC,
- obszarami zastosowań pakietów programowych takich jak Matlab – Simulink, PSIM, Pspice – OrCAD, Keil, Code Composer Studio, AutoCAD w procesie projektowania układów automatyki.

## Naukowcy wywodzący się z Instytutu Automatyki
- Prof. dr hab. Andrzej Bartoszewicz
- Prof. dr hab. Edward Jezierski
- Prof. dr hab. Krzysztof Kuźmiński
- Prof. dr hab. Zbigniew Nowacki
- Prof. dr inż. Władysław Pełczewski
- Dr hab. Andrzej Dębowski, prof. PŁ
- Dr hab. Jacek Kabziński, prof. PŁ
- Dr hab. Grzegorz Granosik, prof. PŁ

## Galeria

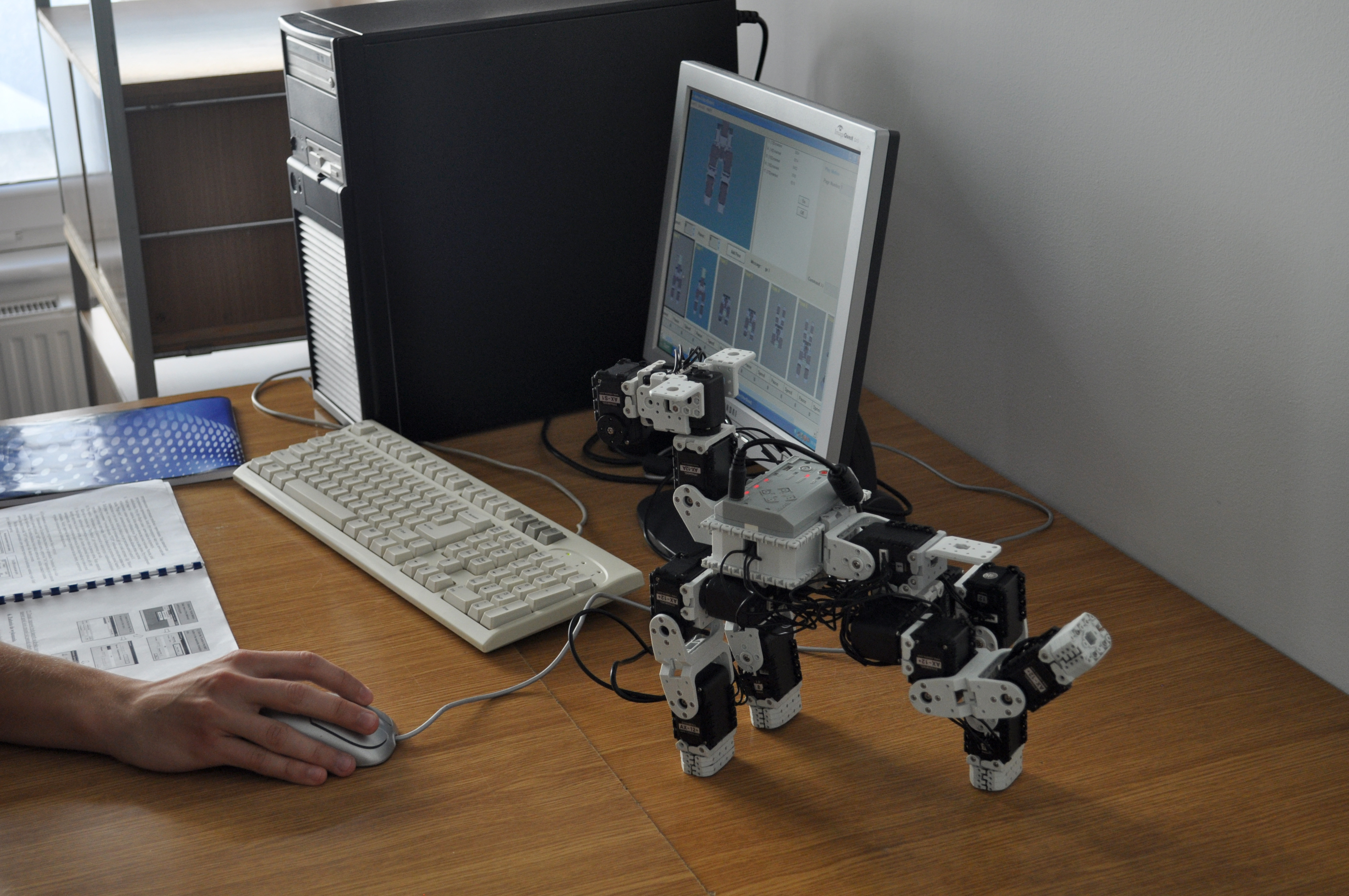
Robot „Bioloid” w laboratorium Zakładu Sterowania Robotów Instytutu Automatyki PŁ
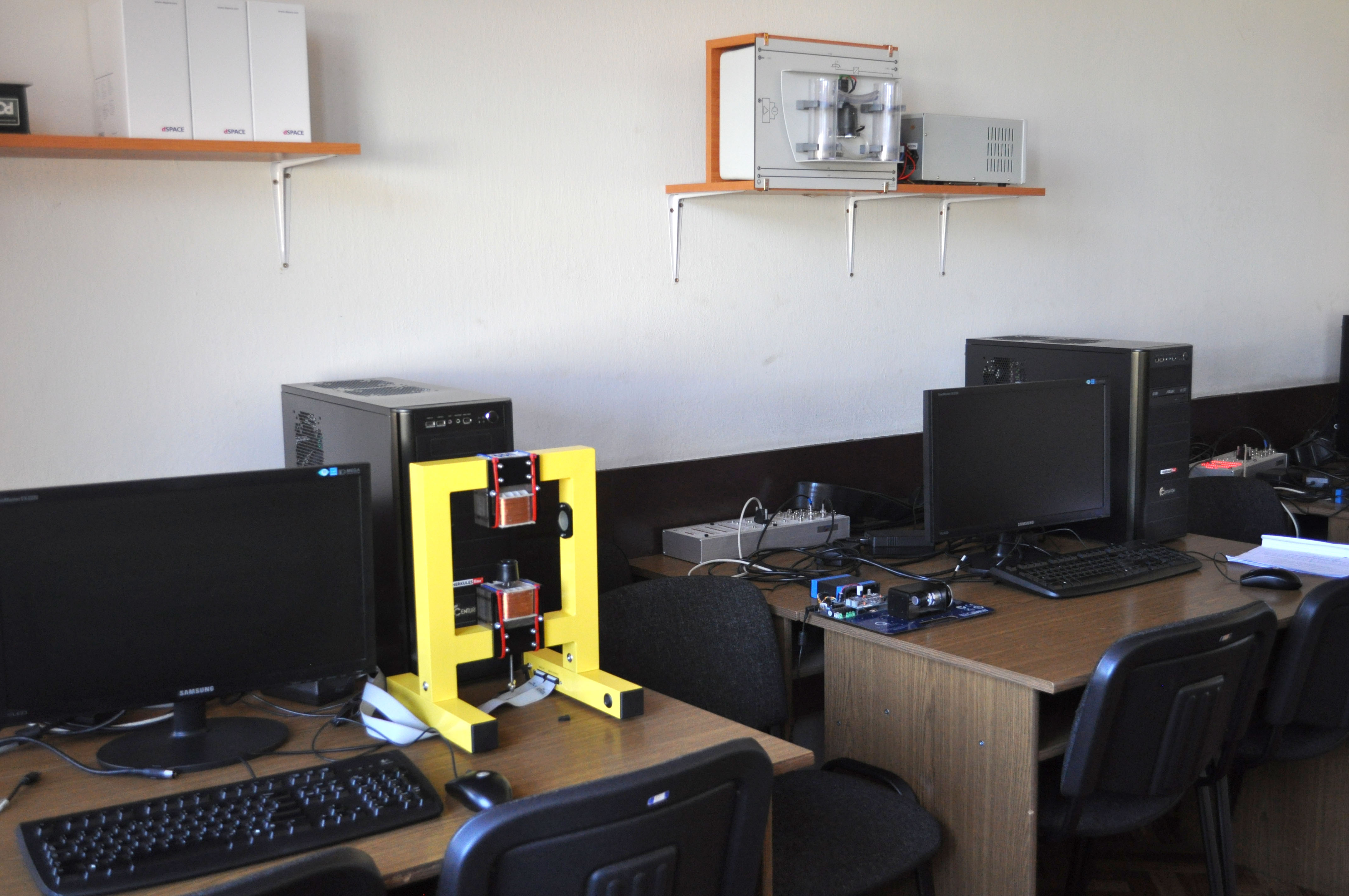
Laboratorium Zakładu Teorii Sterowania Instytutu Automatyki PŁ
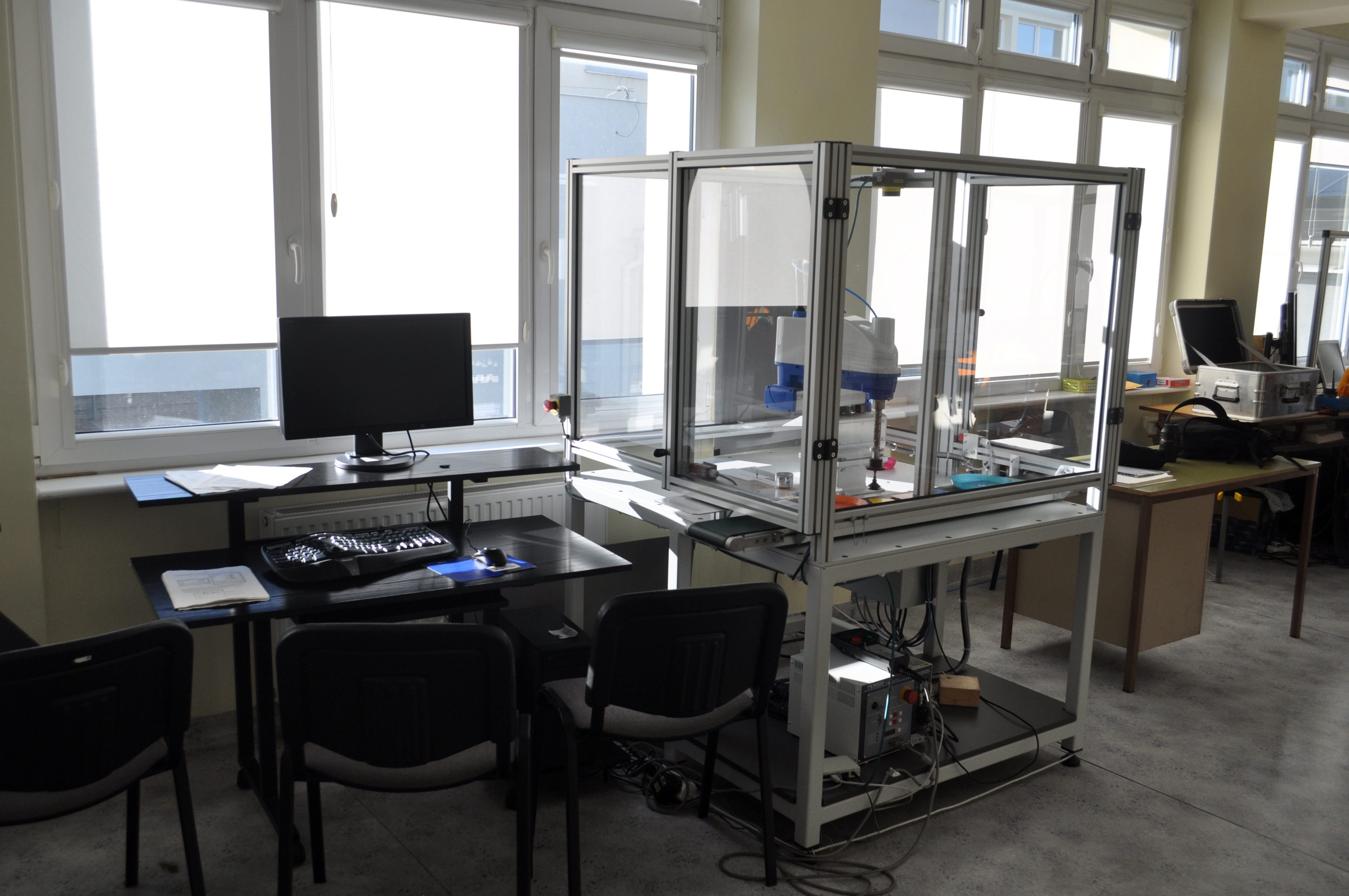
Robot typu SCARA w laboratorium Zakładu Sterowania Robotów Instytutu Automatyki PŁ
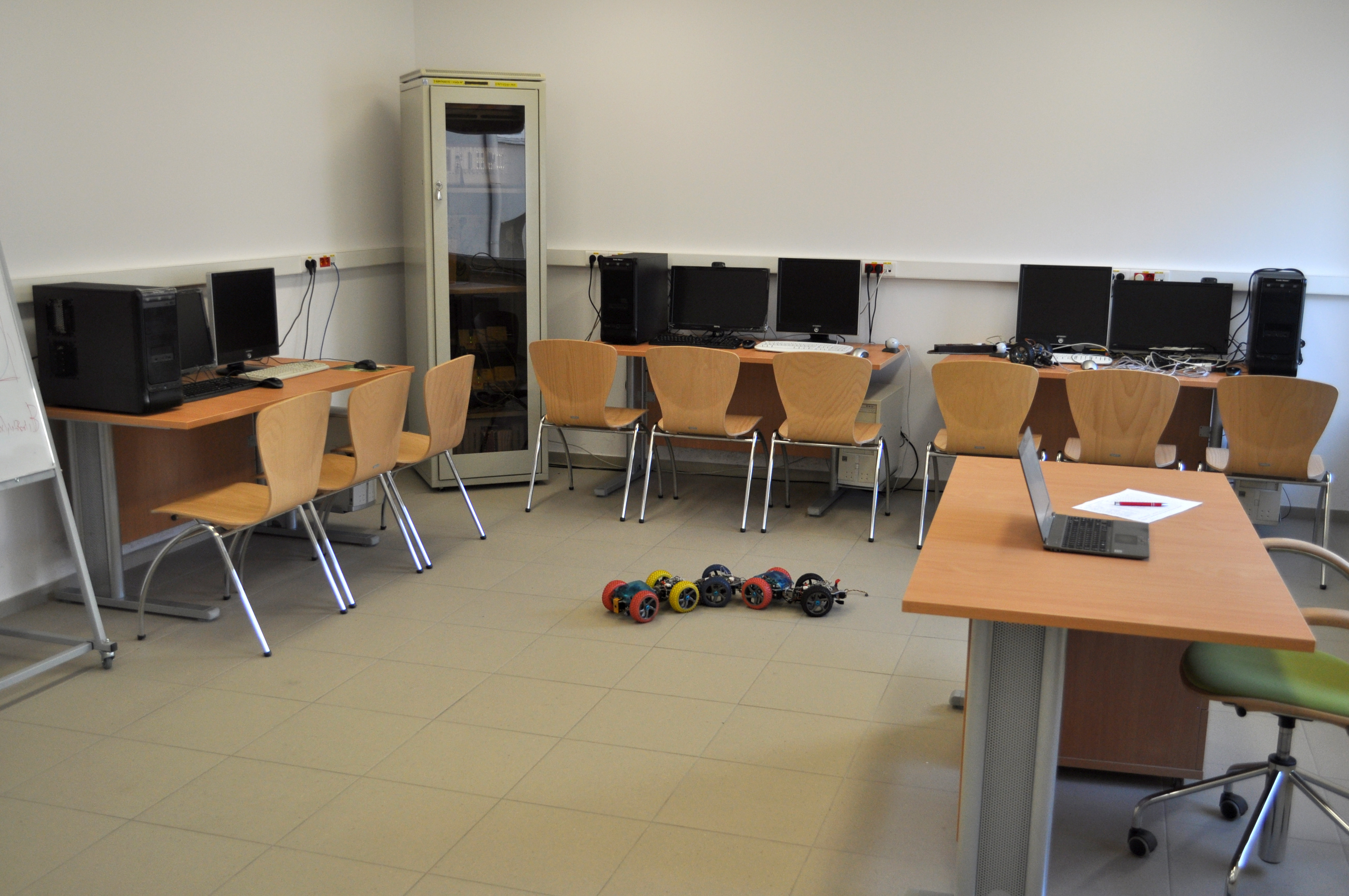
Laboratorium Zakładu Sterowania Robotów Instytutu Automatyki PŁ